# Ulrichskapelle (Möggers)

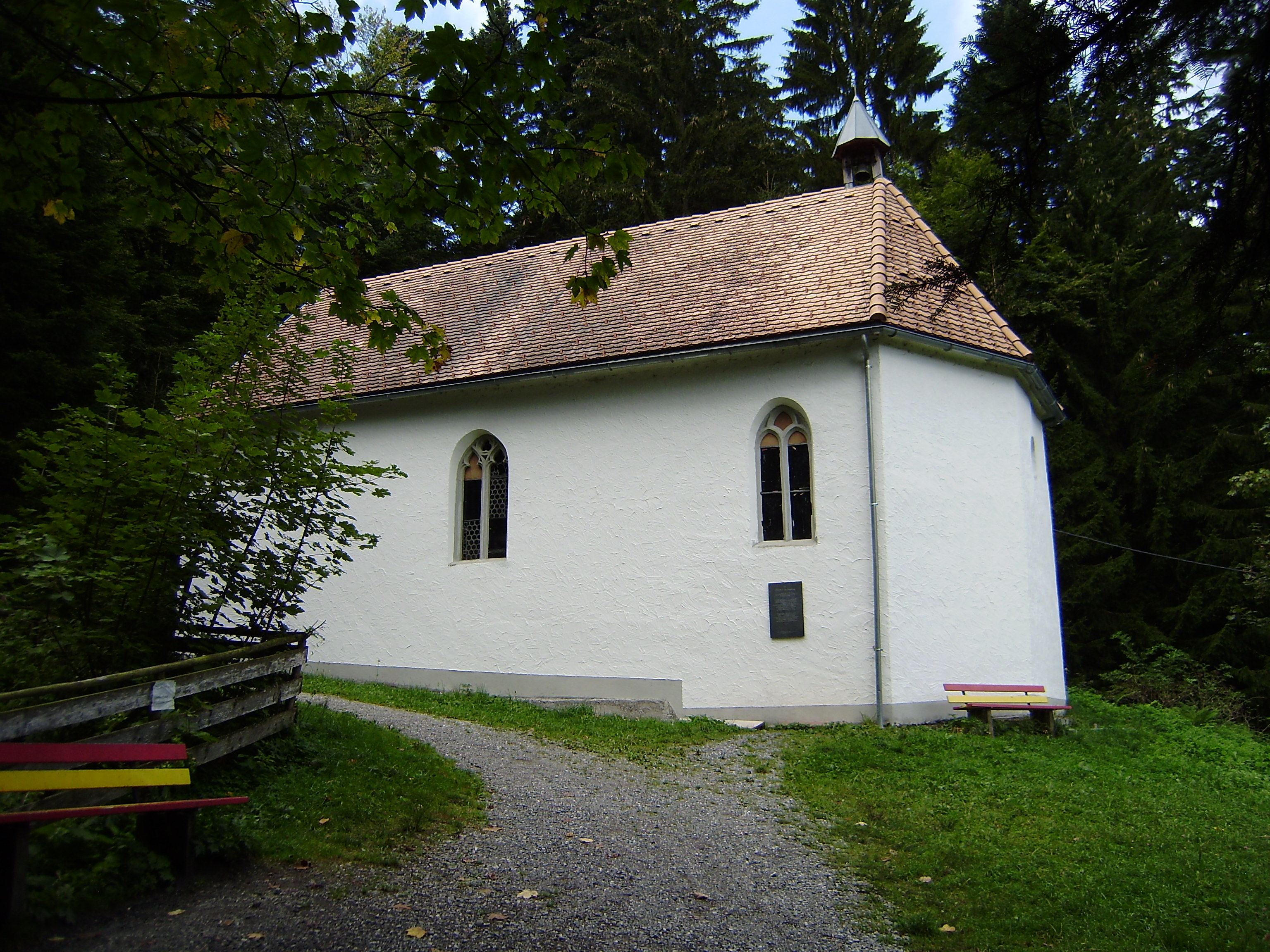
Kapelle hl. Ulrich in Möggers

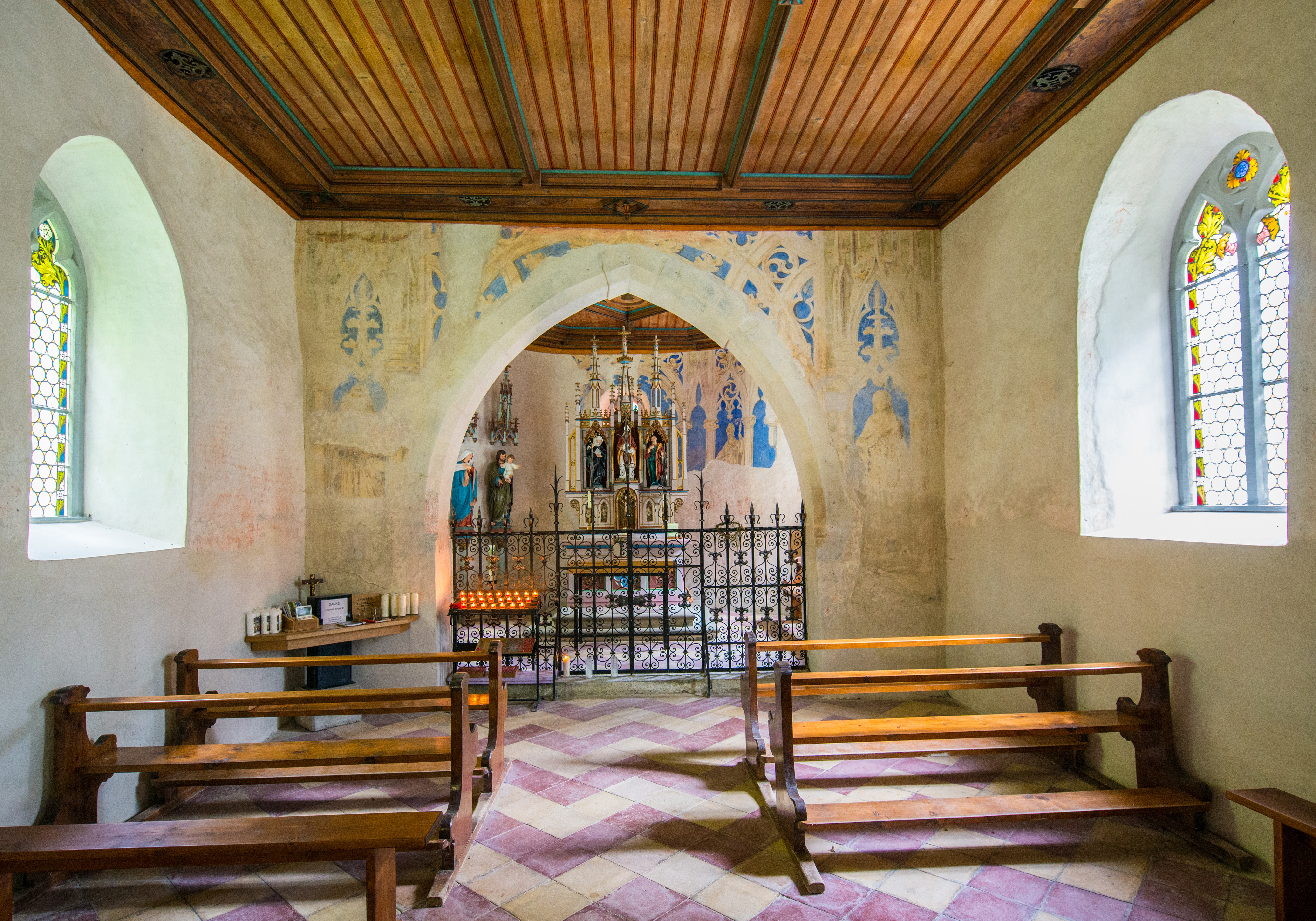
Innenansicht

Die Ulrichskapelle ist eine kleine Kapelle in der Leiblachtaler Gemeinde Möggers im Bezirk Bregenz in Vorarlberg. Die Kapelle ist dem heiligen Ulrich geweiht. Sie gilt als eines der ältesten Sakralbauwerke in Vorarlberg. Sie steht unter Denkmalschutz (Listeneintrag).

## Lagebeschreibung
Die Kirche steht östlich der Gemeinde Möggers mitten im Wald auf einer Waldlichtung. Die Grenze zwischen Deutschland und Österreich ist in östliche Richtung nur wenige Meter entfernt.

## Geschichte
Die Ursprungslegende besagt, dass sich der heilige Ulrich auf dem Weg von St. Gallen Richtung Bayern nach dem beschwerlichen Weg über den Pfänderrücken erschöpft an der Stelle der heutigen Ulrichskapelle niedergelassen und zu Gott um Wasser gebetet habe. Sogleich sei an der Stelle der Kapelle eine Quelle entsprungen, die auch heute noch bei Augenleiden aufgesucht wird.
1005 wurde über der Quelle, zur Erinnerung an das Wunder, eine Kapelle errichtet. Der Altar steht heute genau über der Quelle.
Die kleine Kirche wurde in den Jahren 1890/1891 erneuert und in den Jahren 1973/1974 sowie 2011 bis 2013 restauriert.

## Architektur
Kirchenäußeres
Die Kapelle ist ein schlichter Rechteckbau mit 3/8-Chor. Darüber ist ein Satteldach mit Dachreiter. Die Spitzbogenfenster sind von neugotischem Maßwerk durchbrochen. An der Stirnseite des Chores ist ein Kreisfenster mit Maßwerk. In der Südwand ist ein romanisches Rundbogenfenster mit tiefer Laibung.
Kircheninneres
Über dem Betraum ist eine flache Holzbalkendecke mit umlaufendem Ornamentbalken. Auf der Decke ist ein Relief Christi und der vier Evangelisten dargestellt. Auf der Decke des Chores kann man die Heilige Dreifaltigkeit sehen. Die Darstellungen an der Decke stammen von 1890. Die Kirchenwände sind mit gotischen Fresken und Rötel-Pilgerinschriften bemalt.

## Ausstattung
Der Hochaltar ist ein neugotischer Aufbau mit Figuren von Fidelis Rudhart aus dem Jahr 1890. Sie stellen den heiligen Ulrich sowie auf der linken Seite die heilige Ottilia und auf der rechten Seite die heilige Barbara dar. Die Predella wird durch Spitzbogennischen gegliedert. Darin sind gemalte Blumen mit Schriftbändern aus den Evangelien zu sehen. Das Tabernakelkreuz entstand um 1890. An der linken Chorbogenwand ist unter einem neugotischen Baldachin die Figur einer „Schmerzhaften Maria“ zu sehen, auf der rechten Seite der heilige Josef. Beide Figuren stammen vom Fassmaler G. Wetzel. An den Langhauswänden ist auf der linken Seite der heilige Antonius und auf der rechten Seite der heilige Wendelin unter neugotischen Baldachinen aus der Zeit um 1890 dargestellt. 